# Erika Tubin
Erika Tubin, tidigare Elfriede Saarik, född 22 maj 1916 i Qaraghandy i Kazakstan i Ryssland, död 22 oktober 1983 i Stockholm, var en estnisk balettdansös och skådespelare.
Hon studerade vid Tartu tyska flickskola och i Tiina Kappers dansstudio till 1935. Hon studerade pianospel och även drama i teater "Vanemuine" i Tartu. Under åren 1935–1944 var hon dansare vid "Vanemuine", koreograf för barnföreställningarna "Gyldene hjärta" av Möller och designade scenkläder för "En evig legend" av Priit Ardna (1942), skrev libretto för baletter "Kratt" och "Siurulind" av Eduard Tubin och spelade i pjäser. 
Hon gifte sig med Eduard Tubin 1941. Hon flydde med sin make och sonen Eino Tubin samt Eduards förste son Rein Tubin till Sverige hösten 1944 med motorsegelfartyget "Triina". I Sverige arbetade hon som butiksbiträde och teknisk ritare.
Erika Tubin begravdes på Skogskyrkogården i Stockholm, men 2018 flyttades hennes och makes Eduard Tubins urnor till Estland, Tallinna Metsakalmistu.